# Vitrales de la catedral de Chartres
Los vitrales de la catedral de Chartres, mundialmente conocidos por su famoso «bleu de Chartres», se han mantenido intactos desde la Edad Media. La mayor parte de los vitrales fueron hechos para la iglesia actual, reconstruida después del incendio de 1194. Su confección puede ser fechada entre los años 1205 y 1240.
Los vitrales más antiguos de Chartres son contemporáneos a los que el abad Suger hizo elaborar, entre 1144 y 1151, para la abadía de Saint-Denis y que todavía son visibles en las capillas del ábside. Algunos vitrales fueron elaborados más tardíamente. Tal es el caso de los vitrales de la capilla Saint-Piat, de mediados del siglo XIV, o el techo de cristal de la capilla de Vendôme que fue armado en el primer cuarto del siglo XV.
Varias ventanas resultaron dañadas y han sido restauradas a través de los siglos, siendo la primera vez en el siglo XV. Un programa de limpieza y tratamiento de los vidrios contra los efectos de la contaminación se llevó a cabo en 1972 y todavía está en curso. Estudios preliminares han sido dirigidos por el Laboratorio de Investigación de Monumentos Históricos. Para protegerlos de los bombardeos alemanes que destruyeron los vitrales de la catedral de Reims, los vitrales de Chartres fueron completamente desarmados durante la Primera y la Segunda Guerra Mundial.

## Técnica y talleres
Los vitrales son conocidos en Francia desde el siglo V. El vitral más antiguo conservado en Francia es el Cristo de Wissembourg.
La restauración reciente de los vitrales ha permitido estudiarlos y desafiar las afirmaciones de Louis Grodecki que había imaginado la intervención de dos talleres principales: el que había realizado el vitral del Buen Samaritano y el otro que habría elaborado el vitral de la vida de San Lubin.
Los análisis estilísticos han permitido contar hasta cinco pintores-vidrieros diferentes para el vitral del Buen Samaritano, un pintor-vidriero principal y dos secundarios, pero también se ha podido constatar que un pintor-vidriero secundario de un vitral podía ser el pintor-vidriero principal de otro vitral. Tal organización sugiere que se trataba de individuos antes que talleres, como se ve más claramente en el siglo XIV, y probablemente se haya debido a la rapidez de la ejecución de los vitrales.
El análisis de los vidrios mostró que tenían una coloración similar y que se corroyeron de manera idéntica. Por lo tanto, se puede suponer que los vidrios eran comunes a todos los pintores-vidrieros. Solo hay una excepción: el vitral de la "Vida de San Eustasio". El vidrio no tiene la misma coloración que los otros y se ha corroído de manera diferente. Es de suponer que el maestro que ha realizado este vitral debió ser demandado para la construcción de la catedral y que acudió con sus propios vidrios.
La técnica de la fabricación de vitrales ha sido minuciosamente descrita por el monje Teófilo a inicios del siglo XII en su tratado Schedula diversum artium: sobre un panel de madera blanqueada, el pintor-vidriero trazó la composición del vidrio. Luego, cortó los vidrios, los pintó y montó el conjunto.

## Galería de representaciones de los donantes

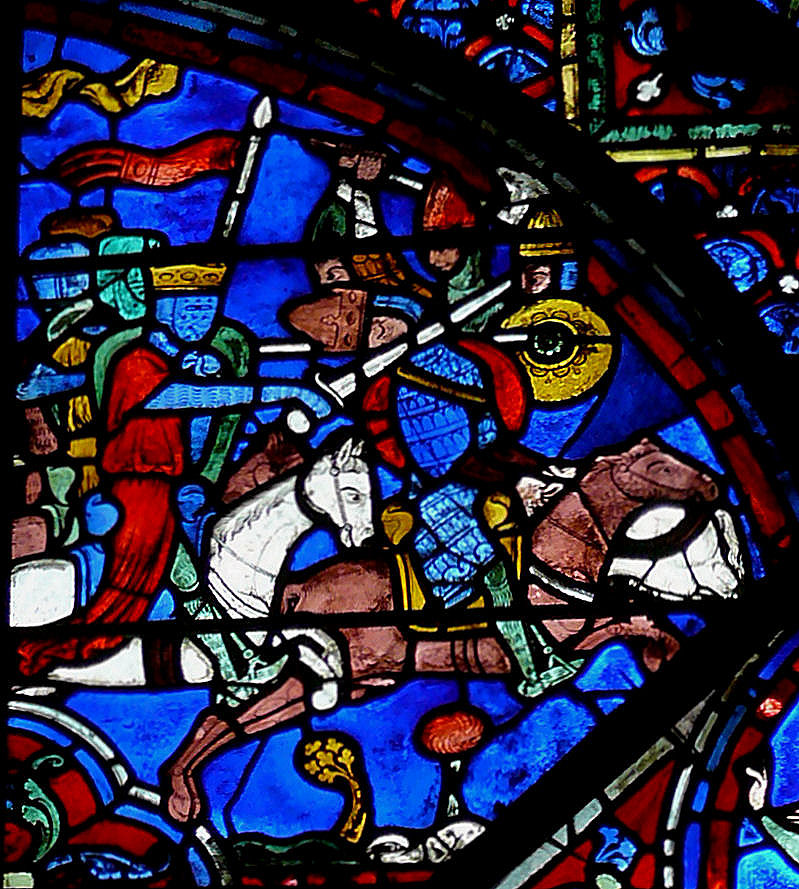
Escena de combates de caballeros.
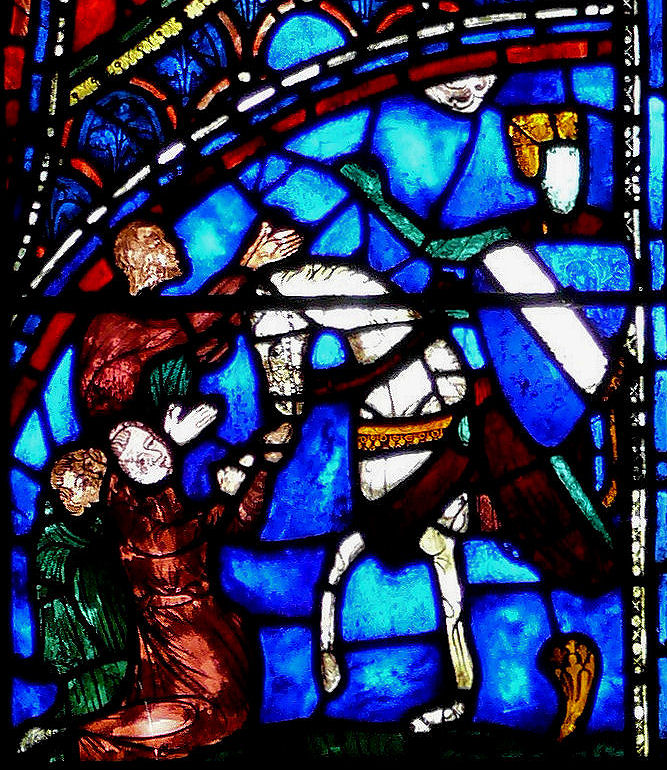
Vitral de la Vida de la Virgen. Un caballero porta el blasón de la familia de Champagne, probablemente, Thibaud VI, conde de Chartres.
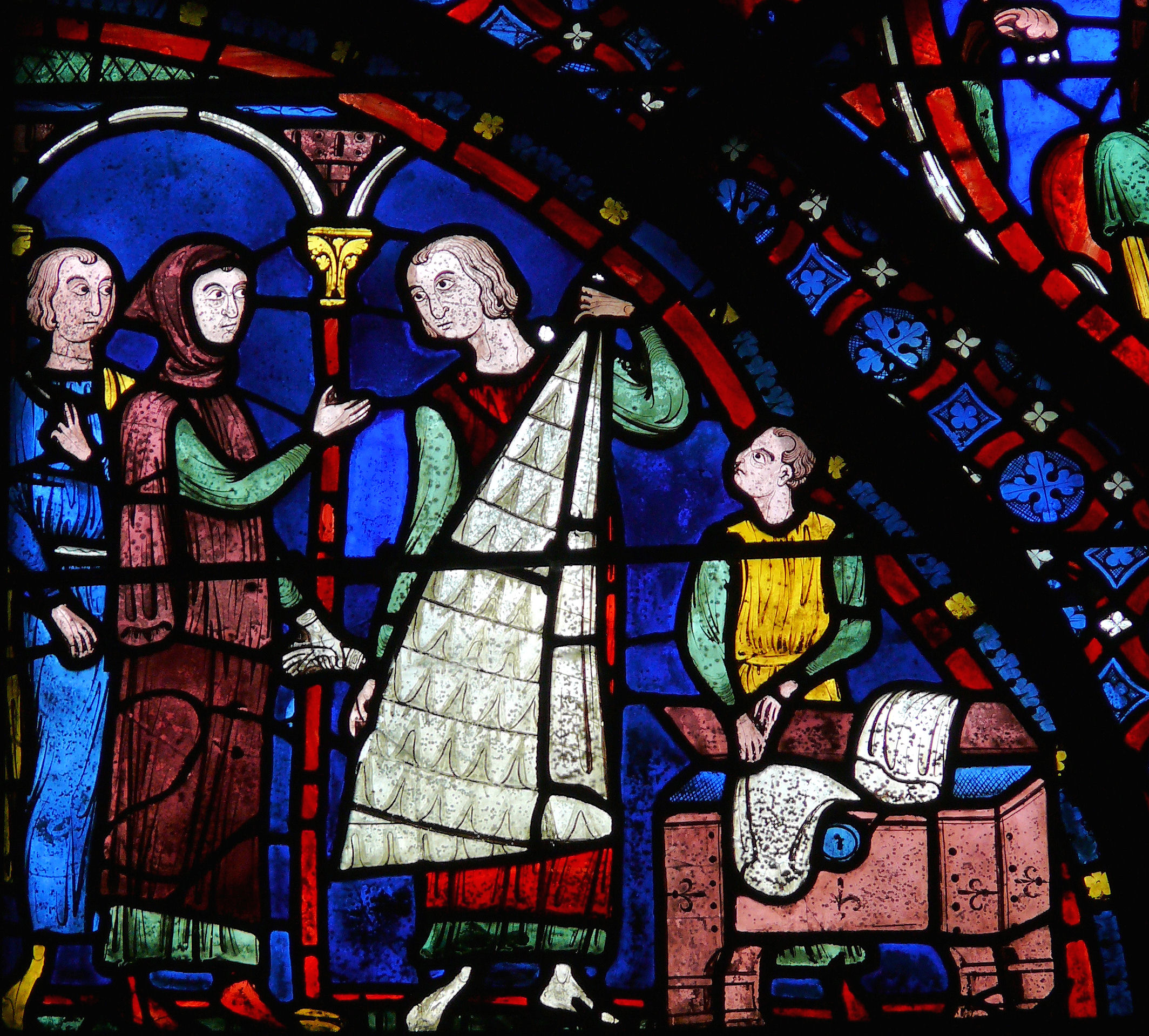
Historia de la vida de Santiago el Mayor: peleteros.
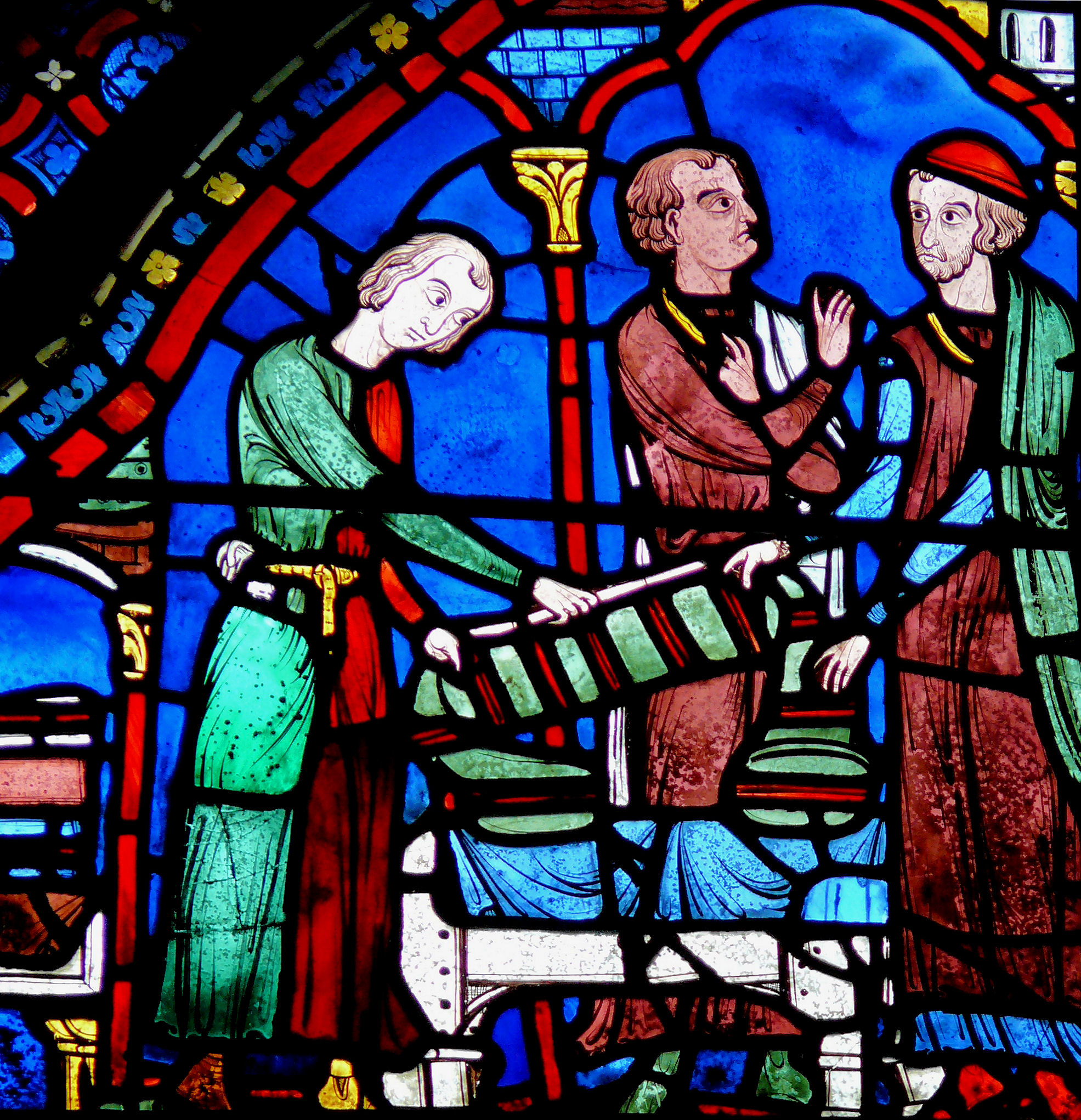
Historia de la vida de Santiago el Mayor: pañeros.
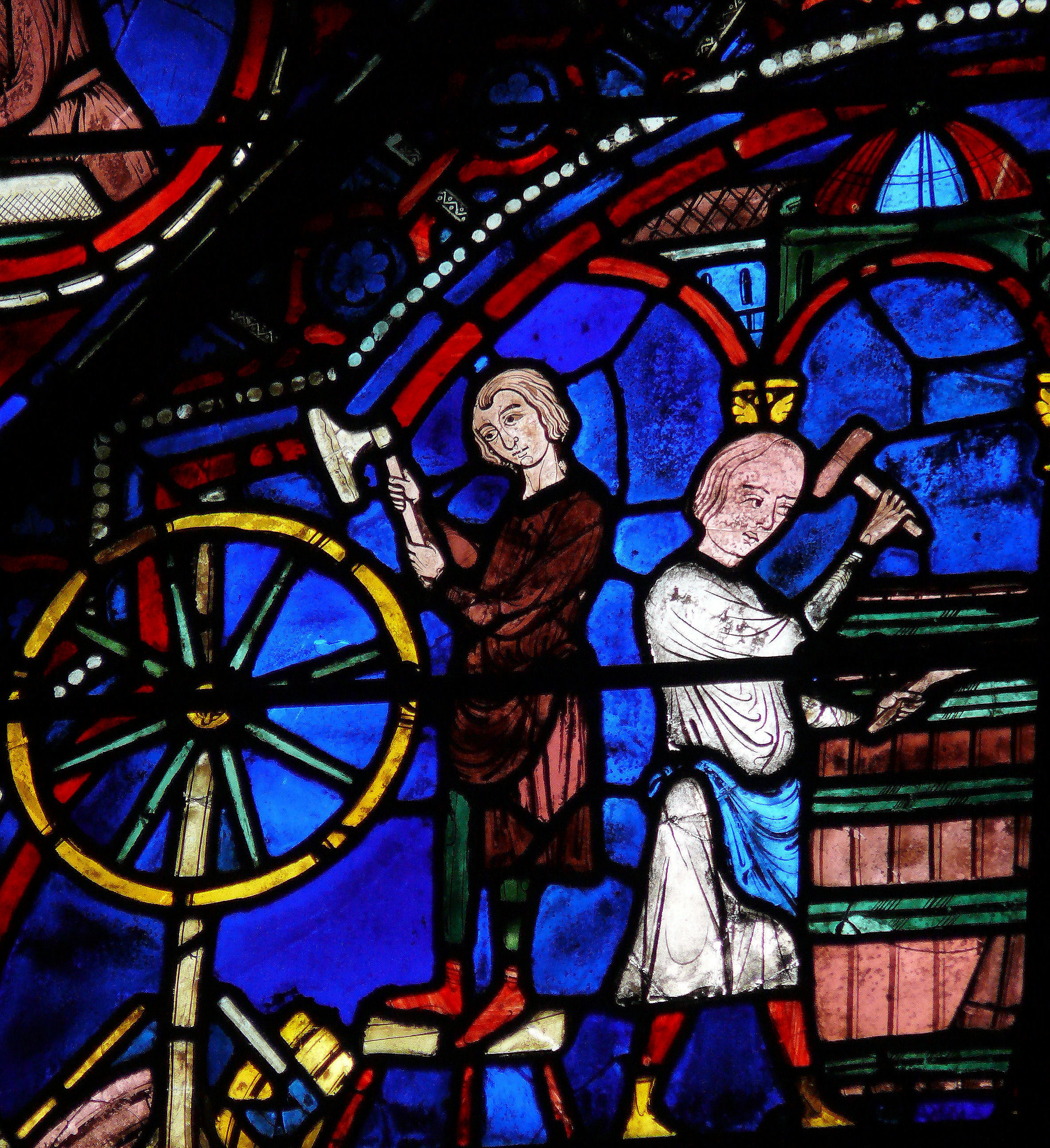
Ruedero y tonelero.
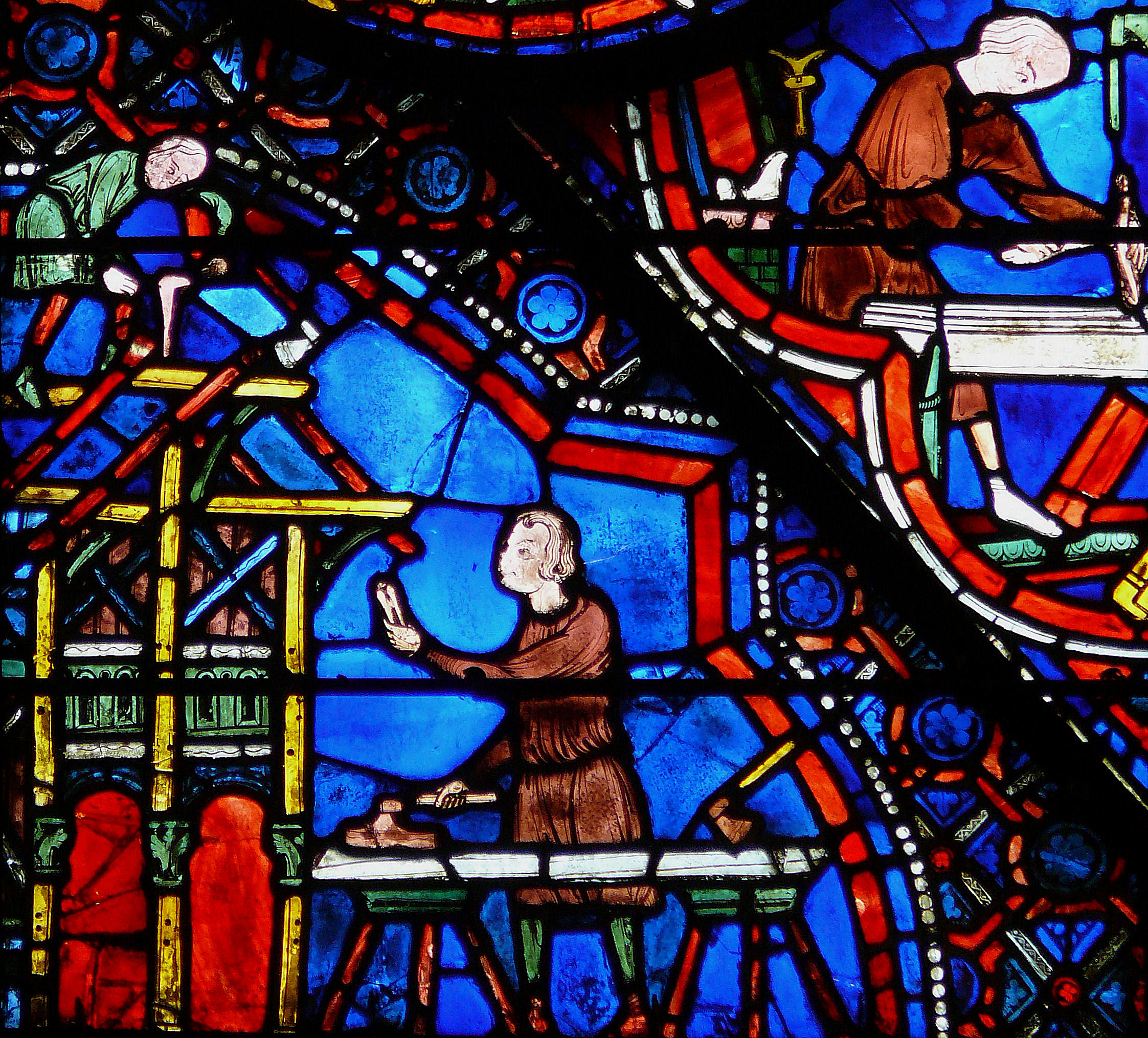
Carpinteros.
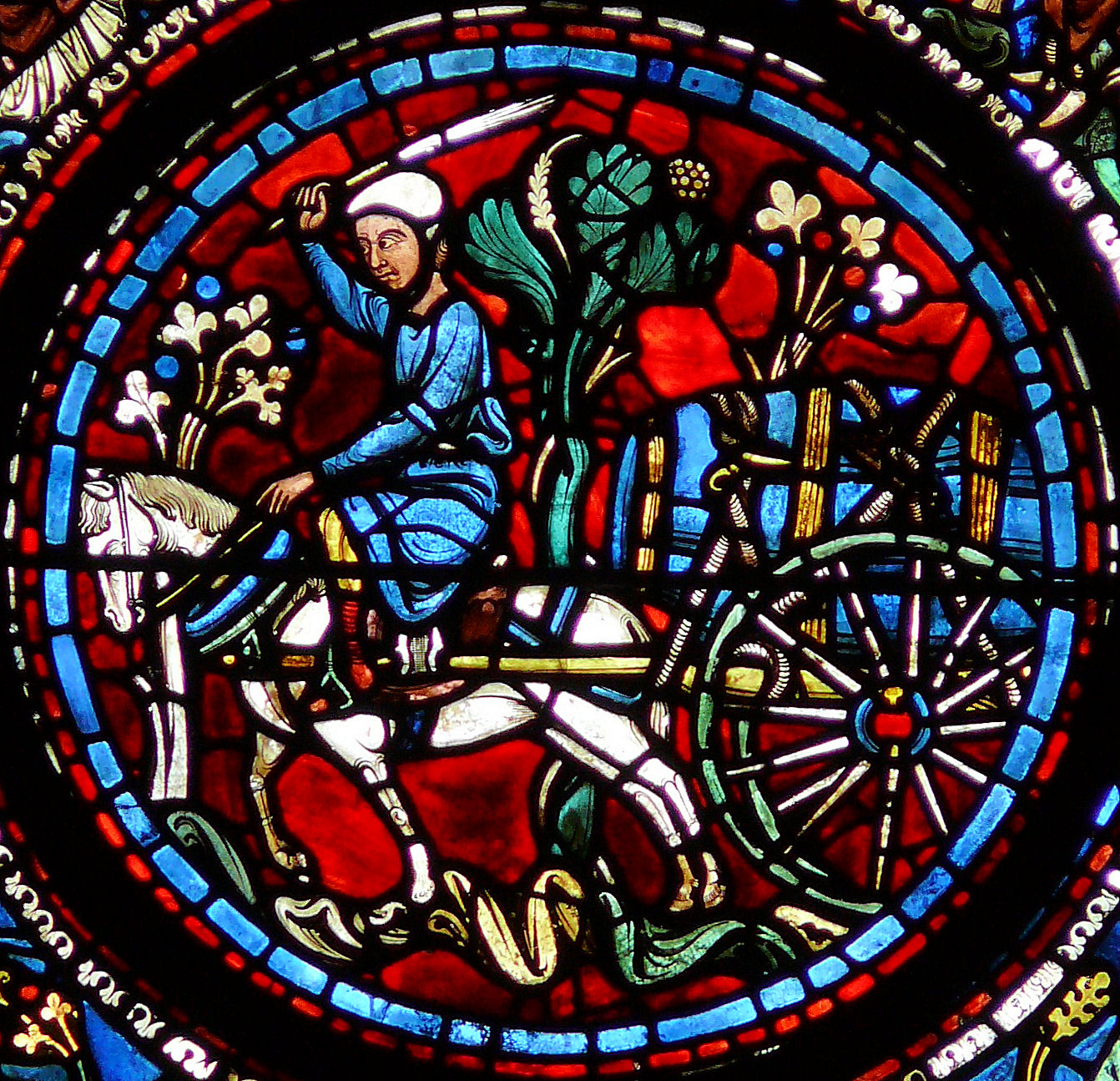
Transporte de un tonel.
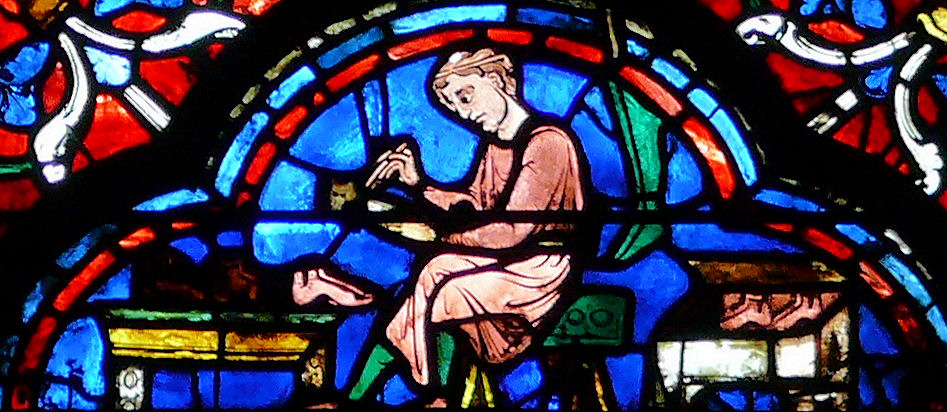
Zapatero.
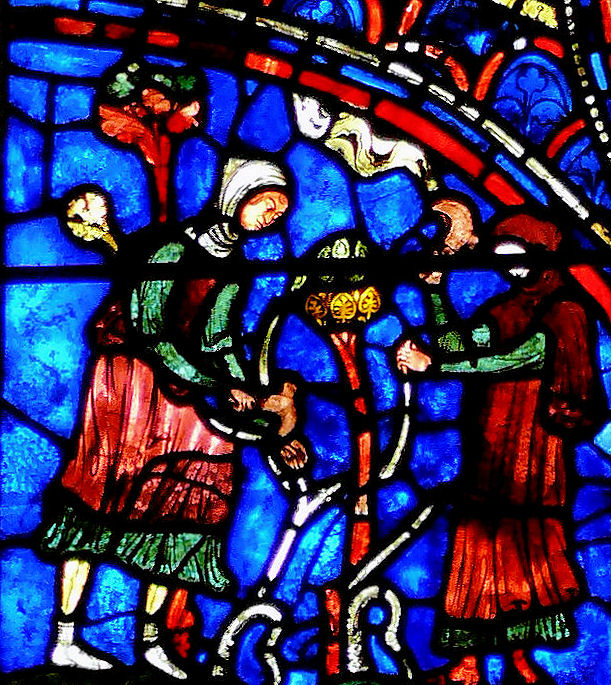
Vitral de la Virgen: dos productores talan las viñas.
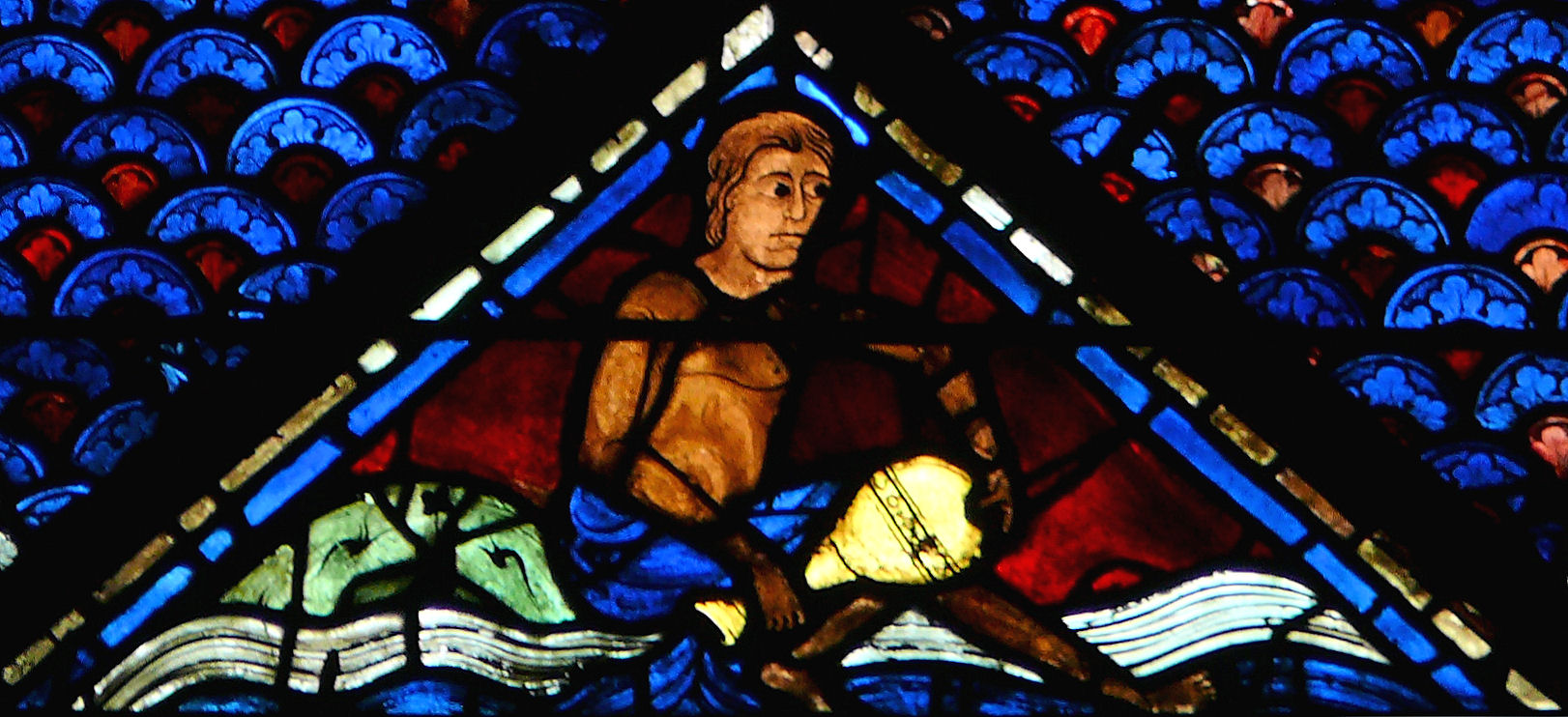
Alfarero.

| \| \| \| \| \| \| |  |
|                   |  |
|                   |  |